# Рубаи
Рубаи́ (также дубайти, таране; несклоняемое, во множественном числе по-арабски рубаийят) — четверостишие; форма лирической поэзии, широко распространённая на Ближнем и Среднем Востоке (наравне с газелью и касыдой).
Истоки лежат в устном народном творчестве иранцев и таджиков. В письменном виде жанр существует с IX или X века.
По содержанию — лирика с философскими размышлениями.
Стихотворения состоят из четырёх строк (двух бейтов), рифмующихся как ааба, реже — aaaa, то есть рифмуются первая, вторая и четвёртая (иногда и все четыре) строчки. Рубаи строятся в метре аруза.
Наиболее известные авторы рубаи — Омар Хайям, Мехсети Гянджеви, Хейран-Ханум, Абу Абдаллах Рудаки, Захириддин Бабур и Амджад Хайдерабади, Владимир Семёнов, Павел Густерин и др. В силу большой специфики персидской поэзии буквальный перевод ритмики оригинала на европейские языки едва ли возможен. Со времени Эдварда Фитцджеральда метр рубаи чаще всего переводят пятистопным ямбом.

## Примеры
Пример рубаи Физули на азербайджанском языке из поэмы Лейли и Меджнун:
Lütf ilə şəbi-ümidimi ruz eylə!

İqbalımı tövfıq ilə fıruz eylə!

Leyli kimi ləfzimi diləfruz eylə!

Məcnun kimi nəzmimi cigərsuz eylə!
Перевод:
Ты ночь моей надежды сделай днём,

Пусть рок мой ходит с поднятым челом,

Пусть, как Лейли, мой стих блеснёт лучом,

И, как Меджнун, он сердце жжёт огнём
В наши дни образцы жанра встречаются в виде подражаний средневековым поэтам:
О любви (подражание Хайяму)
Сколько, дерзкая, ни жди — 

Лишь досада впереди.

Глупостей не делай вновь

И найдёшь свою любовь…
(П. Густерин).